# Sajmeggy
A sajmeggy vagy pipaszármeggy (Prunus mahaleb) a rózsafélék (Rosaceae) családjába tartozó növényfaj, amit neveznek még török meggynek, szagos meggynek és mahaleb meggynek is. Magyarországon 2019-ben az év fájává választották.
A latin fajnév (mahaleb) arab eredetű, jelentése: édes illatú, ami virágainak illatára utal.
Magyarországon is honos egyik alfaja, a Prunus mahaleb subsp. simonkaii.

## Alaki jellemzői
Legtöbbször cserje, vagy kis fa, és csak ritkán nő meg 6–10 méter magasra, az ennél magasabb példányok kivételesek. Törzse sűrűn ágas, sötétbarna kérge a törzs alsó részén hosszanti irányban repedezett, koronája alacsonyan szétterülő, laza, terebélyes, berzedt, ágai és gallyai kissé lehajlanak. Apró, tojásdad alakú, finoman szőrös, vörösesbarna rügyek jellemzik, amikből a kezdetben még mirigyes-ragacsos, és ugyancsak finoman szőrös, később azonban lekopaszodó, szürke színű hajtások fejlődnek. Közepesen vastag vesszői már világos-, zöldesbarna színűek fehér paraszemölcsökkel (kéregripacsokkal), héjkérgük foltosan leválik.
Lomblevelei az ágakon szórtan állnak, nyelesek, főeresek; a levéllemezek alakja kerekded vagy kissé széles tojásdad, 3–8 cm hosszú, csúcsuk röviden kihegyesedő vagy tompa, szélük kissé fűrészes-csipkés, színi oldaluk fényes sötétzöld és kopasz, a fonákuk kékeszöld színű és az erek közül a leghatározottabban kiemelkedő főér mentén világosbarna, bolyhos szőrökkel ritkásan fedett; a levélváll lehet levágott, lekerekített, vagy szíves; az 1–2 cm hosszú levélnyélnek a levélalaphoz közeli részén 1-2 mirigyszemölcs nőhet. Kellemes, édes illatú, kicsi (1–1,5 cm hosszú), öttagú virágai fehér szirmúak, felállók, és nyeles, 3-4 cm hosszú, kúp alakú, sátorozó fürtökbe csoportosulnak, egy fürtvirágzatot 3–12 virág alkot. 
A virágkocsánykák tövén kicsi, bevágott murvalevelek találhatók. A virágokban a csészelevelek tojásdad alakúak és korán lehullnak, a fehér sziromlevelek hosszúkás-oválisak, 5–8 mm hosszúak. Csonthéjas termései elliptikus alakúak, 8–10 mm hosszúak (legfeljebb nagyobb borsószem nagyságúak), félig éretten piros, éretten fényes fekete színűek; a termésben barnásszürke, 6–8 mm hosszú, sima felületű csontár (kőmag) található.

## Élettani jellemzői
Magyarországon április végén, május elején rövid törpehajtásokon bontja virágait, lombleveleinek megjelenésével egy időben, és május végéig virágzik. A termésérlelésben fokozottan önszabályozó növényfaj, ugyanis nem mindegyik, csak a megfelelő minőségű termések érnek meg – Magyarországon júniusban –, és az érést követően le is hullanak. Lombhullató növény: lombhullás előtt ősszel lombkoronája sárgászöldre színeződik. Tőről jól sarjad, növekedése mérsékelt gyorsaságú. A rövid életű fafajok közé tartozik, 80 évesnél idősebb példányai ritkák. Vesszőinek, ágainak illata friss törési felületen fanyar, száraz törési felületen kellemes kumarinillatú.

## Előfordulása, élőhelye
Nyugat-Ázsia déli részétől, Kis-Ázsián keresztül Európa nyugati-délnyugati részéig honos, szubmediterrán jellegű növényfaj. Európán belül Közép- és Dél-Európában fordul elő: kelet–nyugati irányban a Kárpátoktól az Ibériai-félszigetig, észak–déli irányban Belgiumtól és Dél-Németországtól Görögországig és Szicíliáig található meg síkvidéki, dombvidéki és középhegységi területeken, kb. 1500 méter tengerszint feletti magasságig (Dél-Európában akár 2000 méterig is). 
Magyarországon leginkább az Északi- és a Dunántúli-középhegységben, illetve a Mecsekben gyakori. Meleg- és fényigényes, a tartós árnyékolást nem viseli el; kedveli a szárazságot és a meszes talajokat. Főleg bokorerdőkben él (pl. karsztbokorerdőkben, a sajmeggyes karsztbokorerdőknek pedig jellemző faja), de előfordulhat mészkedvelő tölgyesek szélén, világos tölgyesekben, világos erdeifenyvesekben, száraz cserjésekben (pl. cserszömörcés cserjés), tövises bozótosokban, sőt törmeléklejtőkön és sziklafalakon is. A sajmeggy jelenléte olyan klímát jelez, amilyent a szőlőtermesztés is igényel.
Magyarországon 2019-re a túltartott nagyvadállomány miatt a sajmeggyállomány nagysága csökkent.

## Felhasználása
A termése ugyan emberi fogyasztásra alkalmas, de nem kedvelt: apró, vékony húsú, kesernyés, illetve fanyar ízű és nem lédús; pálinkának, vagy likőrök alapanyagaként használják fel. A madarak kedvelik, különösen a fekete rigók, amelyek emiatt fontos szerepet játszanak a sajmeggy elterjedésében.
A csontárban található magja mandulára emlékeztető ízű, fűszerként használják a déli országokban: ennek köszönhető a török, a görög és az örmény édes kenyér jellegzetes íze.
A növény sok része (kérge, fája, levelei, hajtásai, magja) kumarint tartalmaz, amely gyulladáscsökkentő, nyugtató és értágító hatású vegyület.
A sajmeggy magoncait a gyümölcstermesztésben és a gyümölcsnemesítésben gyakran alkalmazzák cseresznyék és meggyek oltási alanyaként.
Díszfaként is termesztik, elsősorban illatos virágai miatt.
Fája világos vörösesbarna színű, közepesen-nagyon kemény, középnehéz, durva rostú, finom szövetű, kellemes kumarinillatú (a frissen kaszált széna illatára emlékeztető); belőle korábban pipaszárat, cigarettaszipkát, tubákszelencét, sétapálcát, sétabotot, igényesebb fafaragványokat, illetve egyéb asztalos- és esztergályosműveket készítettek. (Az úgynevezett „cseresznyefapipák” gyakran sajmeggyfából készülnek.) Fájának felhasználása miatt korábban Franciaországban Vosges-ben, Ausztriában a Bécs melletti Badenben, Magyarországon pedig Fegyverneken, Esztergom környékén, Savanyúkúton, de másutt is termesztették.